# 井上和

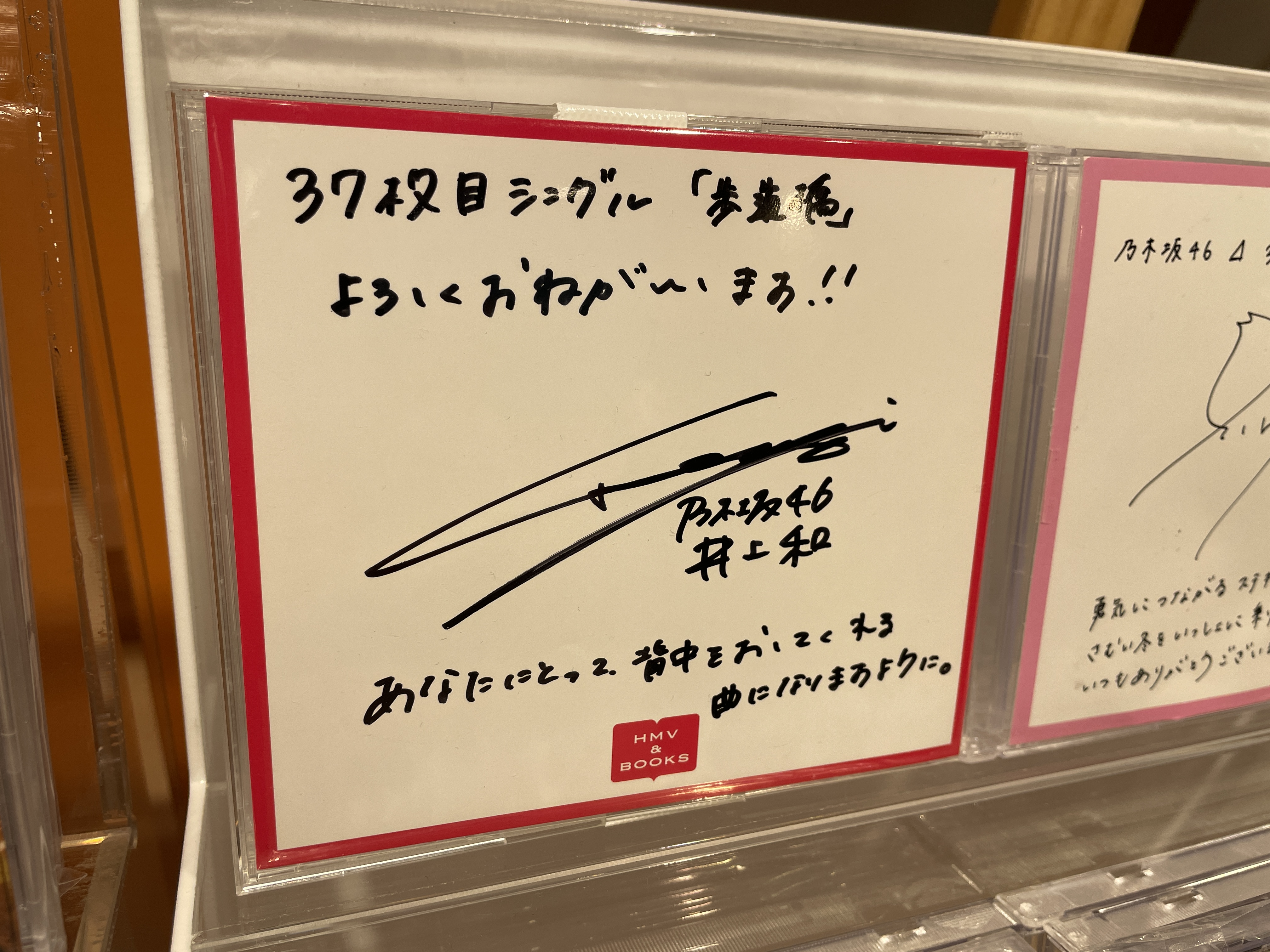
井上和的簽名

井上和（日语：／ Inoue Nagi */?，2005年02月17日—）是日本偶像藝人，為女子偶像團體乃木坂46的成員，神奈川縣橫濱市出身。同時也是時尚雜誌《non-no》的專屬模特兒。2022年以乃木坂46五期生出道。

## 經歷
2005年2月17日，井上出生於神奈川縣橫濱市，在讀高中的時候，曾是弓道部的一員，有刻有自己名字的和弓，就是參加弓道部的原由。井上當時的夢想是成為建築師。
2021年，井上參加乃木坂46五期生徵選，儘管當時井上的母親反對她去試鏡，但井上還是決定去試一試。
2022年2月1日，正式加入乃木坂46五期生，並在乃木坂46的官方YouTube「乃木坂配信中」中，陸續以每天一名成員的方式，公開合格名單，井上同時也獲得《non-no》的特別獎。2月23日，於官方直播「乃木坂46時間TV」中舉辦的五期生見面會，首次公開亮相，並於表演《大影響家》一曲中，與中西阿爾諾共同擔任Center（中央成員）。3月23日，井上在第29張單曲《Actually…》內收入的五期生出道曲《絕望前一秒》中，首次擔任center。4月27日，出席在東京國際論壇舉辦的第二回五期生見面會。4月28日，乃木坂46五期生部落格開設，以每日1名成員的方式輪流撰寫，井上於5月1日開始，每隔11天撰寫一篇部落格。6月22日，首次登上漫畫雜誌《週刊少年Sunday》的封面。
2023年2月1日，個人部落格開設。3月19日，於高中畢業。3月29日，首次進入第32張單曲《人們終將再度追夢》的選拔，並擔任福神。6月25日，在乃木坂46的冠名節目《乃木坂工事中》的單曲選拔環節中，井上被選為在8月23日發售的第33張單曲《獨自一人的天堂》的center，為首次擔任單曲center，也是第二位五期生擔任center，在沖繩體育館初披露時，井上因緊張、壓力大而哭泣，許多前輩與成員一起給井上鼓勵。12月31日，井上與乃木坂46的成員出演「第74回NHK紅白歌合戰」的紅組出場時，由井上擔任center演唱《獨自一人的天堂》。
2024年1月起，井上成為《SCHOOL OF LOCK!》內「乃木坂LOCKS！」單元的固定MC。1月28日，擔任《乃木坂46的「乃」》2月度MC。4月1日，首次與前輩遠藤櫻共演日本華特迪士尼公司的廣告。4月12日， 獲選為時尚雜誌《non-no》的專屬模特兒，並於4月19日發售的6月號中首次登場。4月13日－29日，出演五期生音樂劇《乃木坂46"5期生"版音樂劇「美少女戰士」2024》，井上所飾演主角月野兔（Team MOON） 。5月3日，在時尚活動《Rakuten GirlsAward 2024 SPRING/SUMMER》中，井上首次成功登上舞台。7月14日，在乃木坂46的冠名節目《乃木坂工事中》中，被選為在8月21日發售的第36張單曲《放縱日》的center，為井上第二次擔任單曲的center。10月4日，宣布將以半常規方式出演NHK教育頻道的動畫《神奇柑仔店 錢天堂》。
2025年1月9日，與筒井彩萌在乃木神社舉行成人式，也成為歷年乃木坂46成人式中，最少人數的一次。2月17日，在20歲生日當天宣布，將於同年4月22日發行個人首本寫真集，也是井上20歲的紀念寫真集，並在紀念直播中，開設個人的Instagram帳號。3月2日，在乃木坂46的冠名節目《乃木坂工事中》的單曲選拔環節中，被選為與同為五期生的中西阿爾諾共同擔任於3月26日發售的第38張單曲《臍橙》的center，為井上第三次擔任單曲的center。3月7日，宣布將出演於3月21日播出的電視劇《Spring！》，也是井上首次擔任電視劇的主演。3月19日，在K Arena橫濱舉行的「MTV日本音樂錄影帶大獎」上，宣布乃木坂46將首次以LIVE ACT的形式進行獨唱表演。3月28日，與中西阿爾諾一同首次登場日本YouTube音樂頻道「THE FIRST TAKE」，演唱曲目為《你就是希望》。4月22日，發行個人首本寫真集《獨白》，於義大利的撒丁島、羅馬拍攝，全頁256頁，為乃木坂46史上個人寫真集頁數最多的成員，是一般寫真集的兩倍多，初版20萬本起印，也是成員首本個人寫真集中，初版數最多的一位，在發售記者會上，井上在繪畫教室學到的自身表現，以及長達10年的芭蕾舞經驗，都在拍攝中得到了運用，首週以9.2萬本的銷量紀錄，獲得了Oricon週間書籍排行榜與寫真集部門的第1名，同樣在Oricon排行榜中，獲得了本年度最高的單週銷量，並在寫真集部門連續3週第1名，統計期間內累計銷量達11.2萬本，在「Oricon上半年『書籍』排行榜2025」中，也同時獲得了寫真集部門與藝人書籍部門的第1名。
2026年1月，井上預計將演出NHK大河劇《豐臣兄弟！》，經試鏡後被選上飾演淺井長政的女兒茶茶，井上是從超過1600人參加的試鏡中脫穎而出的，井上首次演出大河劇，同時也成為乃木坂46第二位在籍成員演出大河劇。

## 人物
暱稱是Nagi（なぎ）、Nagi-chan（和ちゃん）、Nyagi（にゃぎ）、Nyan，家庭成員包括父親、母親及兩位弟弟。個性急躁、焦慮、傲嬌。優點是非常積極（大部分事情都覺得能夠應付），在別人面前不會表現出緊張，缺點則是容易有忽冷忽熱的性格。井上高中是曾為弓道部的一員。習慣早上喝咖啡歐蕾，晚上睡覺前喝豆漿。
其名字的「和」日語讀作，不讀，緣由是出自《萬葉集》。出生時，有三個名字的候選：「花」、「梅」以及「和」，在祖父表示「更嶄新的名字比較好」後，最終選擇了現在的名字。這個情報是在2023年8月20日深夜播出的《乃木坂工事中》節目中透露的。因為和在日語中讀不多，因此小時候常被取外號，如：鰻魚（うなぎ）、大蔥（ネギ），幾乎都是gi（ぎ）音結尾。

### 嗜好
井上喜歡的食物是青椒鑲肉、橘子、萩餅，不喜歡的食物是葡萄柚及魷魚。最喜歡的壽司配料是海膽。拿手菜是蛋包飯（深受弟弟們的喜愛）。手機到了10%以下會很焦慮，最喜歡的動物是貓，喜歡黃色（特別是芥末黃），喜歡的數字是2，喜歡的季節是秋季、冬季，最喜歡的地方是自己的家，喜歡繡球花，最喜歡的科目是美術、數學、音樂，最爛的科目是英文。最想要去泰國，喜歡的書是《蜜蜂與遠雷》、《霧中的奇幻小鎮》，最喜歡的歌手是米津玄師、Yorushika、凜冽時雨。喜歡的時尚是休閒風格。我喜歡的時光是和親密的媽媽報告今天發生的事情。

### 興趣
看動漫、看漫畫、畫畫，唱卡拉OK。最喜歡的漫畫是《心跳今夜》。由於父親的影響，井上家裡的漫畫很多都是Jump作品，最喜歡的Jump漫畫是《Terra Formars ~火星任務~》，喜歡的動漫是《刀劍神域》、《新世紀福音戰士》。喜歡的動畫角色是《刀劍神域》的亞絲娜和桐人。關於桐人，井上表示「他是我初戀的人」，並且「因為桐人開始看各種動畫」。喜歡的男性聲優是松岡禎丞，自從在動畫《刀劍神域》中松岡擔任桐人角色後，就成為了他的粉絲，之後參加的作品都會必看，甚至井上在《超・乃木坂明星誕生！》中出現時，也提到喜歡的作品是松岡擔任主角的動畫《不起眼女主角培育法》，這表明對《刀劍神域》以外的作品也非常喜愛。喜歡的女性聲優是佐倉綾音，在現場活動中，佐倉為念了井上的名字，儘管當時是在彩排中，還是差點感動得流淚。喜歡的音樂歌曲是動畫歌曲。拿手的卡拉OK歌曲是《請求肌肉》及《殘酷天使的行動綱領》。初中時期聽了尤里·卡農的《如果能成為某人的心臟》，受到鼓勵。井上說，雖然人會不斷改變，但螢幕那頭的VOCALOID卻是「不會改變的存在」，能夠持續傳遞相同的情感，這是它的魅力所在。

### 特殊技能（專長）
井上從小就喜歡玩劍玉、搖籃等日本傳統遊戲。

### 乃木坂46
應援色是紅色與白色。其必殺技是Nyan Nyan Nyagi♡（にゃんにゃんにゃぎ♡）。與乃木坂46四期生筒井彩萌是高中同班同學，與筒井第一次合作的曲子為「天空的豆莖」。憧憬的乃木坂成員是遠藤櫻，井上曾表示自己在加入之前就是遠藤的超級粉絲，甚至參加過她的見面會，因為遠藤是她心目中理想的女孩子，太喜歡她了，正是因為想見她一面，才努力參加了甄選，遠藤對井上的第一印象是：「居然有這麼漂亮的孩子要加入啊。感覺好成熟呢」，與遠藤的稱呼為，第一次合作的曲子為「黃昏總是」。最喜歡的乃木坂歌曲是《毫無特色的戀愛》。最喜歡的乃木坂的MV是《我會喜歡上自己的》。最喜歡《同步巧合》的舞蹈。與前輩成員的與田祐希也有的稱呼，與田在自己的畢業演唱會上表示，看到井上的身影後，變得更加努力，並受到良好的激勵。跟同期的菅原咲月合稱呼為、池田瑛紗稱呼為、中西阿爾諾稱呼為、五百城茉央稱呼為。五期生中，最想讓她當女朋友的成員是菅原和一之瀨美空。

## 音樂作品
標註「★」符號表示該首歌曲有拍攝MV。

### 單曲

#### 乃木坂46
|      | 發行日期       | 單曲名稱           | 參與歌曲的名稱             | MV | 備註                                                      |
| ---- | -------------- | ------------------ | -------------------------- | -- | --------------------------------------------------------- |
| 29th | 2022年3月23日  | Actually…          | 絕望前一秒                 | ★  | 出道曲 center                                             |
| 30th | 2022年8月31日  | 喜歡是件搖滾的事！ | 像撕下創可貼一般的分手方式 | ★  |                                                           |
| 31st | 2022年12月7日  | 不存在於此的事物   | 17分鐘                     | ★  |                                                           |
| 32nd | 2023年3月29日  | 人們終將再度追夢   | 人們終將再度追夢           | ★  | 十一福神                                                  |
| 32nd | 2023年3月29日  | 人們終將再度追夢   | 我們的道別                 | ★  |                                                           |
| 32nd | 2023年3月29日  | 人們終將再度追夢   | 違心之事                   | ★  |                                                           |
| 32nd | 2023年3月29日  | 人們終將再度追夢   | 黃昏總是                   |    | 與遠藤櫻合唱                                              |
| 33rd | 2023年8月23日  | 獨自一人的天堂     | 獨自一人的天堂             | ★  | center                                                    |
| 33rd | 2023年8月23日  | 獨自一人的天堂     | 某人的肩膀                 |    | center                                                    |
| 33rd | 2023年8月23日  | 獨自一人的天堂     | 試著不去想                 | ★  |                                                           |
| 34th | 2023年12月6日  | Monopoly           | Monopoly                   | ★  | 十一福神                                                  |
| 34th | 2023年12月6日  | Monopoly           | 總有一天，那首歌…          | ★  |                                                           |
| 35th | 2024年4月10日  | 機會平等           | 機會平等                   | ★  | 十一福神                                                  |
| 35th | 2024年4月10日  | 機會平等           | 「掰掰」令人痛苦           | ★  |                                                           |
| 36th | 2024年8月21日  | 放縱日             | 放縱日                     | ★  | center                                                    |
| 36th | 2024年8月21日  | 放縱日             | 宣洩狂熱的方式             | ★  |                                                           |
| 36th | 2024年8月21日  | 放縱日             | 那道光                     |    | 與池田瑛紗、伊藤理理杏、岩本蓮加、 賀喜遙香、田村真佑合唱 |
| 37th | 2024年12月11日 | 步道橋             | 步道橋                     | ★  | 十一福神                                                  |
| 37th | 2024年12月11日 | 步道橋             | 相對性理論的對象           | ★  |                                                           |
| 37th | 2024年12月11日 | 步道橋             | 乃木坂饅頭                 |    | 與一之瀨美空、小川彩、川崎櫻、 與田祐希合唱               |
| 37th | 2024年12月11日 | 步道橋             | 落雪之日再相見吧           |    |                                                           |
| 38th | 2025年3月26日  | 臍橙               | 臍橙                       | ★  | 與中西阿爾諾共同擔任center                                |
| 38th | 2025年3月26日  | 臍橙               | 懷念之情的前方             | ★  |                                                           |
| 38th | 2025年3月26日  | 臍橙               | 天空的豆莖                 |    | 與筒井彩萌合唱                                            |
| 39th | 2025年7月30日  | Same numbers       | Same numbers               | ★  | 九福神                                                    |
| 39th | 2025年7月30日  | Same numbers       | 盛夏日啊                   |    |                                                           |
| 39th | 2025年7月30日  | Same numbers       | 你與貓                     |    | 喵～                                                      |

1. ↑  站位依據官方MV及演唱會正式呈現為參考依據。
2. ↑  根據單曲CD內附歌詞本，小分隊名稱。

### 專輯

#### 其他
| 發行日期       | 專輯名稱                                           | 餐與歌曲名稱 | 備註                                                |
| -------------- | -------------------------------------------------- | ------------ | --------------------------------------------------- |
| 2023年12月20日 | Yuming乾杯!!～松任谷由實 50 週年紀念合作精選專輯～ | 想要守護你   | 乃木坂46 cheers 松任谷由實 （produced by 小室哲哉） |

## 演出

### 電視劇
- Spring！（2025年3月21日－，朝日電視台）：飾演 逢坂碧（主演）[46]
- 大河劇 豐臣兄弟！（2026年1月，NHK綜合頻道）：飾演 淺井茶茶[91][59]

### 動畫
- 神奇柑仔店 錢天堂（NHK教育頻道，配音）
  - 第112話（2024年1月19日）－ 飾演 喵和[92]
  - 第124話（2024年6月7日）－飾演 女傭[93]
  - 第134話（2024年10月4日）－飾演 喵和[94]
  - 第141－148話（2024年12月13日・2025年1月17日－31日・2月28日・3月7日・14日）－飾演 津美[95][96]

### 舞台劇
- 乃木坂46"5期生"版音樂劇「美少女戰士」2024（2024年4月12日ー29日，IMM THEATER）：飾演 月野兔（Team MOON） [32]

### 廣播節目
- SCHOOL OF LOCK!內「乃木坂LOCKS！」單元（2021年4月8日－，每月第一週登場，TOKYO FM）[29]

### 廣告
- 日本華特迪士尼公司 迪士尼★JCB信用卡
  - 「邁出新一步的勇氣」篇（2024年4月1日－）- 與遠藤櫻共演[31]
  - 「永遠和家人夥伴在一起」篇（2025年5月8日－）－ 與遠藤櫻共演[97]

- 振袖系列2025「京舞×井上和」・京都丸紅品牌京舞形象代言人（2024年11月－）[98]

### 網路節目
- THE FIRST TAKE（YouTube，直播）
  - 第534回－《你就是希望》（2025年3月28日，與中西阿爾諾一同出演）[51]
  - 第536回－《臍橙》（2025年4月9日，與中西阿爾諾一同出演）[52]

### 活動
- GirlsAward
  - Rakuten GirlsAward 2024 SPRING/SUMMER（2024年5月3日，國立代代木競技場第一體育館）[99][33]
  - Rakuten GirlsAward 2024 AUTUMN／WINTER（2024年10月19日，幕張展覽館）[100]
  - Rakuten GirlsAward 2025 SPRING/SUMMER（2025年5月3日，國立代代木競技場第一體育館）[101]
- 「MTV Video Music Awards Japan」LIVE ACT（2025年3月19日，K-Arena橫濱）[50]
- Mynavi 閃光Riot 2025 produced by SCHOOL OF LOCK!（2025年8月7日，Zepp）－應援大使（與賀喜遙香一同出演）[102]

## 書籍

### 寫真集
- 獨白（；2025年4月22日，講談社）[103][39]

### 雜誌連載
- non-no（2024年4月12日 －，集英社）－專屬模特兒[注 1][6]
  - 6月號（2024年4月19日）[104]

### 動畫
1. ↑  【期間限定公開】稲葉曇「リレーアウター feat. 井上和 from 乃木坂46 (Edit ver.)」【ボカコレ - MTV VMAJ コラボ】－YouTube

### 文獻引用
1. 1 2 3 4 5 6 7 8 9 10 11 12 13 14 15 16 17 18 19 20 21 22 23 24 25 26 27 28 29  . non-no Web. 集英社. 2023-11-14  [2024-06-15]. （原始内容存档于2024-05-30） （日语）.
2. 1 2 3  . BUBKA Web（ブブカ ウェブ）. 2023-09-04  [2024-09-21]. （原始内容存档于2024-12-25） （日语）.
3. 1 2 3  . hanako.tokyo. マガジンハウス. 2025-05-27  [2025-05-27] （日语）.
4. 1 2 3  . 乃木坂46官方網站.乃木坂46營運委員會(乃木坂46LLC). 2022-02-01  [2024-06-28]. （原始内容存档于2022-02-01） （日语）.
5. ↑  Inc, Natasha. . 音楽ナタリー. 2024-04-12  [2024-07-06]. （原始内容存档于2024-12-27） （日语）.
6. 1 2 3  . 乃木坂46官方網站（乃木坂46LLC）. 2024-04-12  [2024-06-06]. 原始内容存档于2024-06-05 （日语）.
7. 1 2 3 4 5 6 7 8 9  . 乃木坂46 5期生お披露目特設サイト 乃木坂LLC.   [2024-07-07]. （原始内容存档于2022-05-13） （日语）.
8. ↑  . 週プレNEWS［週刊プレイボーイのニュースサイト］. 2022-06-27  [2024-07-02]. （原始内容存档于2024-11-03） （日语）.
9. 1 2  . 読売新聞オンライン. 2024-07-13  [2025-01-07]. （原始内容存档于2025-01-14） （日语）.
10. ↑  . ORICON NEWS. 2022-02-03  [2025-07-27] （日语）.
11. 1 2  . RBB TODAY. 2023-09-11  [2024-06-15]. （原始内容存档于2024-05-12） （日语）.
12. ↑  . TOKYO FM+. 2024-04-02  [2024-07-02]. （原始内容存档于2024-12-25） （日语）.
13. 1 2  . 乃木坂46官方網站（乃木坂46LLC）. 2022-02-01  [2024-07-02]. （原始内容存档于2022-02-01） （日语）.
14. 1 2  . 坂道 : 日刊スポーツ. 2022-02-23  [2024-07-05]. （原始内容存档于2023-04-04） （日语）.
15. ↑  . ORICON NEWS. 2022-08-10  [2024-07-05]. （原始内容存档于2024-04-25） （日语）.
16. ↑  . 乃木坂46官方網站（乃木坂46LLC）. 2022-04-09  [2024-07-02]. 原始内容存档于2024-01-17 （日语）.
17. ↑  . 乃木坂46官方網站（乃木坂46LLC）. 2022-04-28  [2024-06-06]. （原始内容存档于2024-06-06） （日语）.
18. ↑  井上和. . 5期生 官方部落格.乃木坂46官方網站（乃木坂46LLC）. 2022-05-01  [2024-06-06] （日语）.
19. ↑  . shogakukan-comic.jp. 2022-06-22  [2024-06-13]. （原始内容存档于2024-06-14） （日语）.
20. ↑  . 乃木坂46官方網站（乃木坂46LLC）. 2023-02-01  [2024-06-26]. 原始内容存档于2024-06-12 （日语）.
21. 1 2 3  井上和. . 井上和 官方部落格.乃木坂46官方網站（乃木坂46LLC）. 2023-02-01  [2024-06-13]. （原始内容存档于2024-05-02） （日语）.
22. ↑  井上和. . 井上和 官方部落格.乃木坂46官方網站（乃木坂46LLC）. 2023-03-19  [2024-06-10]. （原始内容存档于2024-06-10） （日语）.
23. 1 2  . 坂道 : 日刊スポーツ. 2023-02-20  [2024-06-26]. （原始内容存档于2023-03-29） （日语）.
24. ↑  . Billboard JAPAN. 2023-07-24  [2024-06-26]. （原始内容存档于2023-07-25） （日语）.
25. ↑  . ENTAME next - アイドル情報総合ニュースサイト. 2023-07-24  [2024-06-26] （日语）.
26. ↑  . WEBザテレビジョン. 2023-08-24  [2024-07-15]. （原始内容存档于2024-12-25） （日语）.
27. ↑  . MANTANWEB（まんたんウェブ）. 2023-11-15  [2025-02-07]. （原始内容存档于2025-02-07） （日语）.
28. ↑  . ORICON NEWS. 2023-12-22  [2024-06-26]. （原始内容存档于2024-12-25） （日语）.
29. 1 2  . 乃木坂46官方網站 (乃木坂46LLC). 2023-12-21  [2024-04-20]. （原始内容存档于2024-04-20） （日语）.
30. ↑  . CDJournal ニュース. 2024-01-29  [2024-07-02]. （原始内容存档于2024-12-25） （日语）.
31. 1 2  . 音楽ナタリー (ナターシャ). 2024-04-01  [2024-05-03]. （原始内容存档于2024-04-11） （日语）.
32. 1 2  . ORICON NEWS. 2024-02-27  [2024-06-26]. （原始内容存档于2024-03-05） （日语）.
33. 1 2  . ORICON NEWS (oricon ME). 2024-05-03  [2024-05-03]. （原始内容存档于2024-05-03） （日语）.
34. ↑  . Yahoo!ニュース. 2024-07-30  [2024-08-19]. （原始内容存档于2024-08-19） （日语）.
35. ↑  . ORICON NEWS. 2024-07-18  [2024-08-19]. （原始内容存档于2024-12-25）.
36. ↑  . 乃木坂46官方網站（乃木坂46LLC）. 2024-10-04  [2024-10-04]. 原始内容存档于2024-12-25 （日语）.
37. ↑  . ORICON NEWS. 2025-01-09  [2025-01-09] （日语）.
38. ↑  . 『モデルプレス』ネットネイティブ. 2025-01-09  [2025-01-09] （日语）.
39. 1 2  . 乃木坂46官方網站（乃木坂46LLC）. 2025-02-17  [2025-02-17]. （原始内容存档于2025-02-17） （日语）.
40. ↑  . モデルプレス. 2025-02-17  [2025-02-17]. （原始内容存档于2025-02-17） （日语）.
41. ↑  井上和. . 井上和 官方部落格.乃木坂46官方網站（乃木坂46LLC）. 2025-02-17  [2025-02-17]. （原始内容存档于2025-02-17） （日语）.
42. ↑  @nagi.i_official. . Instagram. 2025-02-17  [2025-02-17] （日语）.
43. ↑  乃木坂46公式@nogizaka46. . X（舊 Twitter）. 2025-02-17  [2025-02-17] （日语）.
44. ↑  . ORICON NEWS. 2025-03-03  [2025-03-03]. （原始内容存档于2025-03-03） （日语）.
45. ↑  . MANTANWEB（まんたんウェブ）. 2025-03-03  [2025-03-03] （日语）.
46. 1 2  . Real Sound｜リアルサウンド 映画部. 2025-03-07  [2025-03-07]. （原始内容存档于2025-03-06） （日语）.
47. ↑  . 乃木坂46官方網站（乃木坂46LLC）. 2025-03-12  [2025-03-12]. 原始内容存档于2025-04-24 （日语）.
48. ↑  . Real Sound｜リアルサウンド テック. 2025-04-17  [2025-04-26]. （原始内容存档于2025-04-27） （日语）.
49. ↑  乃木坂46 [@nogizaka46] (2025年4月17日). . X.   [2025-04-20] （日语）.
50. 1 2  . Real Sound｜リアルサウンド. 2025-02-05  [2025-02-05] （日语）.
51. 1 2  . ORICON NEWS. 2025-03-28  [2025-03-28]. （原始内容存档于2025-03-29） （日语）.
52. 1 2  . MANTANWEB（まんたんウェブ）. 2025-04-09  [2025-04-09]. （原始内容存档于2025-04-16） （日语）.
53. ↑  . 乃木坂46官方網站（乃木坂46LLC）. 2025-03-12  [2025-03-12]. （原始内容存档于2025-03-12） （日语）.
54. ↑  . モデルプレス. 2025-04-07  [2025-05-01]. （原始内容存档于2025-04-07） （日语）.
55. ↑  . モデルプレス. 2025-04-15  [2025-05-01]. （原始内容存档于2025-04-15） （日语）.
56. ↑  . モデルプレス. 2025-04-22  [2025-05-01]. （原始内容存档于2025-04-22） （日语）.
57. ↑  . ORICON NEWS. 2025-05-02  [2025-05-02] （日语）.
58. 1 2 3  . ORICON NEWS. 2025-05-29  [2025-05-30]. （原始内容存档于2025-05-30） （日语）.
59. 1 2  . MANTANWEB（まんたんウェブ）. 2025-04-08  [2025-04-08] （日语）.
60. ↑  . Real Sound｜リアルサウンド. 2025-04-20  [2025-04-20] （日语）.
61. ↑  . モデルプレス. 2024-05-21  [2024-07-03]. （原始内容存档于2024-11-07） （日语）.
62. 1 2 3 4 5  . ViVi. 講談社. 2022-08-16  [2024-06-15] （日语）.
63. ↑  . RBB TODAY. 2023-08-28  [2024-06-13]. （原始内容存档于2024-05-09） （日语）.
64. ↑  . ORICON NEWS. 2022-02-18  [2024-06-13]. （原始内容存档于2022-03-14） （日语）.
65. ↑  . モデルプレス. 2023-08-18  [2024-06-06] （日语）.
66. ↑  . non-no web.   [2024-06-15]. （原始内容存档于2024-05-20） （日语）.
67. 1 2  nonno_magazine. . Instagram. 2024-07-03  [2024-07-11] （日语）.
68. ↑  井上和. . 5期生 官方部落格.乃木坂46官方網站（乃木坂46LLC）. 2022-10-13  [2024-06-13]. 原始内容存档于2024-06-13 （日语）.
69. 1 2  . WEBザテレビジョン. 2022-03-21  [2024-07-05]. （原始内容存档于2024-05-09） （日语）.
70. 1 2 3  井上和.  . 5期生 官方部落格.乃木坂46官方網站（乃木坂46LLC）. 2022-06-14  [2024-07-06]. 原始内容存档于2024-09-19 （日语）.
71. ↑  . モデルプレス. 2023-03-15  [2024-06-15] （日语）.
72. 1 2  . RBB TODAY. 2023-09-04  [2024-06-15] （日语）.
73. ↑  . RBB TODAY. 2024-02-17  [2025-02-26]. （原始内容存档于2025-01-14） （日语）.
74. 1 2 3 4  . モデルプレス. 2024-05-07  [2024-06-15] （日语）.
75. 1 2  DONUTS, 株式会社. . Ray Web. 2022-08-06  [2024-06-15]. （原始内容存档于2024-05-20） （日语）.
76. ↑  . 日刊スポーツ. 2022-06-04  [2025-02-26]. （原始内容存档于2025-01-15） （日语）.
77. ↑  . Real Sound｜リアルサウンド テック. 2025-04-17  [2025-04-24]. （原始内容存档于2025-04-29） （日语）.
78. ↑  @nogizaka46（2022.05.14）. . X（舊 Twitter）.   [2024-06-18] （日语）.
79. ↑  . 未来の鍵を握る学校 SCHOOL OF LOCK!. 2023-07-21  [2024-06-26]. （原始内容存档于2024-12-25） （日语）.
80. ↑  . モデルプレス. ネットネイティブ. 2022-12-20  [2024-06-06]. （原始内容存档于2023-03-26） （日语）.
81. 1 2  . Yahoo!ニュース. 2024-05-09  [2024-06-11] （日语）.
82. 1 2  . non-no web 集英社. 2022-10-14  [2025-06-01] （日语）.
83. ↑  . スポーツ報知. 2023-08-14  [2024-07-12]. （原始内容存档于2024-12-25） （日语）.
84. ↑  . ORICON NEWS. 2025-02-24  [2025-03-30]. （原始内容存档于2025-03-30） （日语）.
85. ↑  . ORICON NEWS. 2022-12-22  [2024-07-05]. （原始内容存档于2024-06-20） （日语）.
86. ↑  . ORICON NEWS. 2023-12-21  [2024-07-12]. （原始内容存档于2024-12-25） （日语）.
87. ↑  . ORICON NEWS. 2024-09-05  [2025-04-28]. （原始内容存档于2025-01-25） （日语）.
88. ↑  . Real Sound｜リアルサウンド. 2025-03-02  [2025-04-28]. （原始内容存档于2025-04-06） （日语）.
89. ↑  . ORICON NEWS. 2024-02-20  [2025-06-01] （日语）.
90. ↑  . ORICON NEWS. 2023-09-13  [2025-03-30]. （原始内容存档于2025-03-30） （日语）.
91. ↑  . 乃木坂46官方網站（乃木坂46LLC）. 2025-04-08  [2025-04-08]. （原始内容存档于2025-04-08） （日语）.
92. ↑  . ふしぎ駄菓子屋 銭天堂 アニメ公式サイト. 東映アニメーション. 2024-01-12  [2024-05-05]. （原始内容存档于2024-06-02） （日语）.
93. ↑  アニメ「ふしぎ駄菓子屋 銭天堂」公式 [@anime_zenitendo].  (推文). 2024-06-02  [2024-06-02] –Twitter （日语）.
94. ↑  アニメ「ふしぎ駄菓子屋 銭天堂」公式. . X（舊 Twitter）. 2024-10-04  [2024-10-04]. （原始内容存档于2024-12-25） （日语）.
95. ↑  . ORICON NEWS. 2024-10-04  [2024-10-05]. （原始内容存档于2024-12-25） （日语）.
96. ↑  アニメ「ふしぎ駄菓子屋 銭天堂」公式 [@anime_zenitendo] (2025年3月16日). . X（舊 Twitter）.   [2025-03-17] （日语）.
97. ↑  . モデルプレス. 2025-05-08  [2025-05-08] （日语）.
98. ↑  . 乃木坂46官方網站（乃木坂46LLC）. 2024-10-21  [2024-11-02]. （原始内容存档于2024-12-25） （日语）.
99. ↑  . Rakuten GirlsAward 2024 SPRING/SUMMER. 株式会社Award.   [2024-05-03]. （原始内容存档于2024-03-24） （日语）.
100. ↑  . ORICON NEWS. 2024-10-19  [2024-10-19]. （原始内容存档于2024-12-25） （日语）.
101. ↑  . モデルプレス. 2025-05-03  [2025-05-03]. （原始内容存档于2025-05-05） （日语）.
102. ↑  . ORICON NEWS. 2025-06-03  [2025-06-03] （日语）.
103. ↑  井上和. 中村和孝 , 编.  . 講談社. 2025-04-22: 1–256頁. ISBN 978-4-065-36061-3 （日语）.
104. ↑  nonno_magazine. . Instagram. 2024-05-17  [2024-07-11] （日语）.

## 外部連結
- 乃木坂46的官方個人介紹頁（页面存档备份，存于）（日語）
- 井上和的個人官方部落格（页面存档备份，存于）（2023年2月1日—）（日語）
- 井上 和（乃木坂46）的SHOWROOM專頁（日語）
- 乃木坂46 5期生披露特設網站 井上和（页面存档备份，存于）（乃木坂46LLC）（日語）
- 井上和的Instagram帳戶（2025年2月17日—）（日語）
- 乃木坂46 井上和1st写真集《獨白》【公式】的X（前Twitter）（2025年2月17日—）（日語）